# 雅科
雅科（德語：JAKO）是一家德国团队运动服饰生产商，由鲁迪·斯普吕格尔（Rudi Sprügel）在1989年创立，总部设于巴登-符腾堡州的穆尔芬根。其名称源自流经当地的两条河流雅格斯特河及科赫爾河。目前雅科服饰所涉及的体育团队包括足球、手球、篮球和冰球等运动，产品也陆续销往奥地利、瑞士（自1996年起）、比荷卢、法国、东欧、北欧（自1998年起）和美国（自2004年起）。雅科亚洲则成立于2006年。